# 금산 양지리 팽나무 연리목
금산 양지리 팽나무 연리목(錦山 陽地里 팽나무 연리목)은 대한민국 충청남도 금산군 남이면 구석리, 양지리 노인정 인근에 있는 팽나무이다. 2004년 4월 10일 충청남도의 기념물 제167호로 지정되었다.

## 개요
연리목(連理木)은 나무와 나무가 맞닿아 한 나무가 되는 현상이며, 금산 양지리 연리목은 부부의 사랑이 담긴 전설과 함께 팽나무로서는 전국에서 유일한 연리목이다.
금산읍 양지리 장동이마을에 있는 금산 양지리 팽나무 연리목 2주는 나이가 약 150년 정도로 추정된다. 나무의 높이는 17m, 가슴높이 둘레는 굵은 줄기 1.74m, 가는 줄기 1.44m이다.

## 같이 보기
- 연리목